# Нидерландский Невольничий Берег
Нидерландский Невольничий Берег (нидерл. Slavenkust) — торговые посты голландской Вест-Индской компании на Невольничьем береге, расположенным на территории современных Ганы, Бенина, Того и Нигерии. Основной целью торгового поста была поставка рабов для голландских колоний в Америке. Голландское участие на Невольничьем побережье началось с создания торгового поста в Оффре в 1660 году. Позже торговля переместилась в Уиду, где у англичан и французов также был торговый пост. Политические волнения заставили нидерландцев покинуть свой торговый пост в Уиде в 1725 году и переехать в Жаким, где они построили Форт Зеландия. К 1760 году голландцы покинули свой последний торговый пост в этом регионе.
Невольничий берег был заселен из Нидерландской Гвинеи, на котором нидерландцы базировались в Эльмине. Во время своего существования Невольничий берег поддерживал тесные отношения с этой колонией.

## История

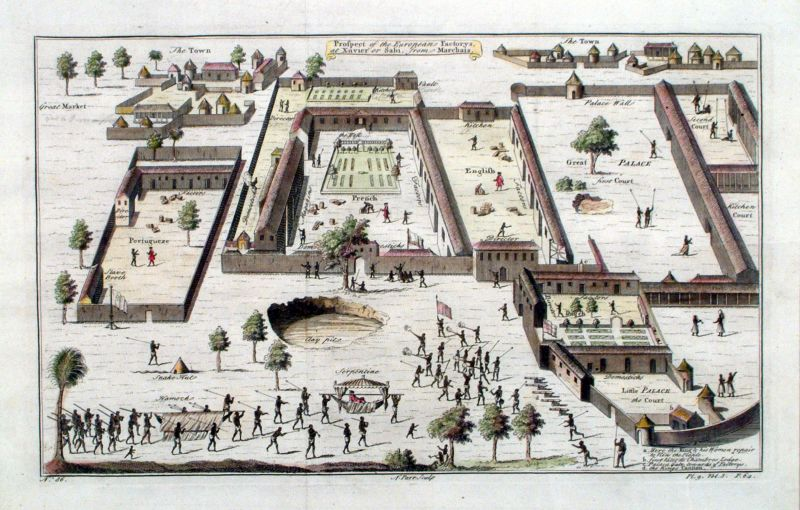
Европейские фактории у королевского дворца Сави. Среди них португальская, английская, французская и голландская фактории. Голландская фактория находится справа внизу.

Согласно различным источникам, голландская Вест-Индская компания начала регулярно посылать своих людей в столицу Айяланда Алладу начиная с 1640 года. За несколько десятилетий до этого голландцы начали проявлять интерес к атлантической работорговле в связи с захватом северной Бразилии у португальцев. Виллем Босман в своем труде Nauwkeurige beschrijving van de Guinese Goud- Tand- en Slavekust 1703 года пишет, что Аллада также называлась Большой Ардрой, будучи более крупным соседом Малой Ардры, также известной как Оффра. Начиная с 1660 года, голландское присутствие в Алладе и особенно в Оффре стало более постоянным. В отчете за этот год утверждается, что голландские торговые пункты, помимо Аллады и Оффры, находились в Бенин-Сити, Гран-Попо и Сави.
Торговый пост в Оффре вскоре стал самым важным голландским представительством на Невольничьем берегу. Согласно отчету 1670 года, ежегодно из Оффры в Америку перевозилось от 2500 до 3000 рабов, а в 1690-х годах Босман писал о торговле в Фиде: «Рынки людей здесь держатся так же, как и рынки зверей у нас». Количество рабов уменьшалось во времена конфликтов. С 1688 года борьба между королем народа Айя из Аллады и народами прибрежных районов препятствовала поставке рабов. Голландская Вест-Индская компания выбрала сторону короля Айя, в результате чего офис Оффры был уничтожен противоборствующими силами в 1692 году. После этого провала голландское влияние на Невольничьем побережье практически сошло на нет.
Во время своего второго путешествия в Бенин Давид ван Нейендаль посетил короля Бенина в городе Бенин. Его подробное описание этого путешествия было включено в качестве приложения в книгу Виллема Босмана Nauwkeurige beschrijving van de Guinese Goud- Tand- en Slavekust 1703 года. Его описание королевства сохраняет свою ценность как одно из самых ранних подробных описаний Бенина.
По инициативе генерал-губернатора Нидерландской Гвинеи Виллема де ла Пальма, Якоб ван ден Бруке был направлен в 1703 году в качестве главного торговца (нидерл. opperkommies) в голландский торговый пост в Уиде, который, согласно источникам, был основан около 1670 года. Уида была также центром работорговли для других европейских работорговцев, что делало это место кандидатом на роль нового главного торгового поста на Невольничьем берегу. 
Политические волнения стали причиной закрытия офиса в Уиде в 1725 году. На этот раз компания перенесла свою штаб-квартиру в Жаким, расположенный восточнее. Глава поста, Хендрик Хертог, имел репутацию успешного работорговца. Пытаясь расширить зону своей торговли, Хертог вел переговоры с местными племенами и участвовал в местной политической борьбе. Однако он встал не на ту сторону, что привело к конфликту с генеральным директором Яном Прангером и его изгнанию на остров Аппа в 1732 году. Голландский торговый пост на этом острове был расширен как новый центр работорговли. В 1733 году Хертог вернулся на Яким, на этот раз расширив торговый пост до форта Зеландия. Однако возрождение работорговли в Якиме было лишь временным, поскольку его начальство в Голландской Вест-Индской компании заметило, что рабы Хертога стоили дороже, чем в Нидерландской Гвинее. С 1735 года Эльмина стала предпочтительным местом для торговли рабами.

## Человеческие жертвы
Трансатлантическая работорговля привела к огромным и до сих пор в точности неизвестым человеческим жертвам среди африканских рабов как в Америке, так и за её пределами. Считается, что более миллиона человек погибли во время их транспортировки в Новый Свет, согласно отчету BBC. Еще больше людей умерло вскоре после их прибытия. Количество жизней, потерянных при покупке рабов, остается загадкой, но, возможно, оно равно или превышает число тех, кто выжил, чтобы попасть в рабство.
Жестокий характер торговли привел к уничтожению отдельных людей и культур. Историк Ана Лусия Араужо отметила, что процесс порабощения не заканчивался с прибытием на берега Западного полушария; на различные пути, которые выбирали отдельные люди и группы, ставшие жертвами атлантической работорговли, влияли различные факторы — в том числе регион высадки, возможность продажи на рынке, вид выполняемой работы, пол, возраст, религия и язык. 
Патрик Мэннинг подсчитал, что в период с 16 по 19 века в атлантической торговле участвовало около 12 миллионов рабов, но около 1,5 миллиона погибло на борту корабля. Около 10,5 миллионов рабов прибыли в Америку. Помимо рабов, погибших на Среднем Пути, еще больше африканцев, вероятно, погибло во время набегов на туземцев в Африке и принудительных передвижений в порты. По оценкам Мэннинга, 4 миллиона человек умерли внутри Африки после захвата, многие из которых умерли молодыми. Оценка Мэннинга охватывает 12 миллионов, которые первоначально были предназначены для Атлантики, а также 6 миллионов, предназначенных для азиатских рынков рабов, и 8 миллионов, предназначенных для африканских рынков. Из всех рабов, отправленных в Америку, наибольшая доля пришлась на Бразилию и страны Карибского бассейна.

## Торговые посты
| Названия                                 | Основан | Ликвидирован | Примечания |
| ---------------------------------------- | ------- | ------------ | --- |
| Оффра (Пла, Малая Ардра)                 | 1660    | 1691         | Оффра была основана в 1660 году как первоначальный главный торговый пост на Нидерландском Невольничьем Побережье. Согласно отчету 1670 года, из Оффры ежегодно перевозилось от 2 500 до 3 000 рабов. Из-за того, что голландцы встали на сторону Аджа в местной политической борьбе, форт был разрушен в 1692 году. |
| Аллада (Ардра, Ардрес, Ардер, Гардер)    | 1660    | ?            | Согласно источникам, голландская Вест-Индская компания начала посылать слуг в Алладу, столицу Айяланда, уже в 1640 году. В некоторых источниках Аллада упоминается как «Большая Ардра», чтобы противопоставить ее «Малой Ардре», которая является другим названием Оффры. |
| Бенин-Сити                               | 1660    | 1740         | Пост находился на территории современной Нигерии. |
| Гран-Попо                                | 1660    | ?            | - |
| Сави (Саби, Ксавье, Саве, Саби, Ксабьер) | 1660    | ?            | В начале XVIII века голландцы имели небольшой торговый пост в Сави (столице королевства Уида), рядом с королевским дворцом. По сравнению с английскими и французскими торговыми постами, голландский пост был довольно минималистичным. |
| Уида (Фида, Юда, Уэда)                   | 1670    | 1725         | Уида была центром работорговли на Невольничьем побережье. В 1703 году генерал-губернатор Нидерландской Гвинеи Виллем де ла Пальма направил в Уиду Якоба ван ден Бруке в качестве главного торговца. В 1725 году пост был заброшен в пользу поста в Жакиме из-за политических волнений на Невольничьем побережье. |
| Агатон (Аггатон, Аготтон)                | 1717    | ?            | Торговый пост в Агатоне, в современной Нигерии, располагался на холме на берегу реки Бенин (Рио Формозо). Агатон был важным постом для торговли одеждой, особенно так называемыми Benijnse panen (дословно с нидерландского «Бенинские сковородки»). В 1718-1719 годах на этом посту было добыто 31 092 фунта слоновой кости. |
| Жаким (Жакен, Жакри, Годоме)             | 1726    | 1734         | Один из самых успешных постов на Невольничьем побережье. Стал главным постом после того, как в 1725 году была заброшена Уида. В 1733 году здесь был построен Форт Зеландия, но два года спустя директора голландской Вест-Индской компании решили перенести работорговлю в замок Эльмина, где рабы были дешевле. |
| Анехо (Малое Попо, Попу)                 | 1731    | 1760         | Малое Попо, также известный как Анехо, был самым западным постом на Невольничьем побережье. Из-за этого пост страдал от конкуренции со стороны Датской Вест-Индской компании, базировавшейся в Датской Гвинее. |
| Аппа 1                                   | 1732    | 1736?        | Остров Аппа лежит к востоку от Оффры. На этот остров Хендрик Хертог, торговец из Жакима, бежал в 1732 году, когда он встал на сторону побежденной стороны в местном конфликте. На этом острове был основан новый торговый пост, который должен был заменить Жаким. Аппа и перестроенный Жаким, известный теперь как Форт Зеландия, на некоторое время стал заметным центром работорговли, вплоть до 1735 года, когда голландская Вест-Индская компания решила перенести поставки рабов в Эльмину в Нидерландской Гвинее. Хертог бежал в Паттаккери в 1738 году, опасаясь, что Аппа также подвергнется нападению местных племен. |
| Аппа 2 (Эпе, Экпе)                       | 1732    | 1755?        | Аппа 2 — это название, используемое в некоторой литературе для обозначения торгового поста, на который Хендрик Хертог бежал с острова Аппа, расположенного к востоку от Оффры. Новый пост он также назвал Аппа, но этот пост находился недалеко от Паттаккери (современный Бадагри). |
| Бадагри (Паттаккери)                     | 1737    | 1748         | Упоминается в Атласе Взаимного Наследия как отдельный торговый пост, отличный от Аппы 2, также расположенного в Бадагри. Неизвестно, существовали ли в действительности два отдельных торговых поста, или это один и тот же пост. |
| Мейдорб (Мейборг)                        | ?       | ?            | Мейдорп был расположен на реке Бенин (Рио Формозо). Это был простой домик, названный голландскими торговцами. Он был заброшен после того, как последний торговец по имени Беелснейдер настроил против себя местное население из-за своего бестактного отношения к ним. |